# Italienske sko
Italienske sko er en roman fra 2006 af den svenske forfatter Henning Mankell. Bogen udkom i Sverige på forlaget Leopard og er på 309 sider.

## Handling
Den pensionerede læge Frederik Welin som efter en fatal operation frivilligt har bosat sig i ensomhed på sine bedsteforældres ø i den østlige del af den svenske skærgård næsten uden kontakt til andre mennesker. En vinterdag dukker hans gamle ungdomskærlighed Harriet pludselig op, hun er døende og hun vil have ham til at opfylde et løfte som han gav 20 år tidligere.
| Bog | Spire Denne artikel om bøger og tidsskrifter er en spire som bør udbygges. Du er velkommen til at hjælpe Wikipedia ved at udvide den. |